# Vacuna contra el cáncer
Una vacuna contra el cáncer es una vacuna que trata el cáncer existente o previene su desarrollo. Las vacunas que tratan el cáncer existente se conocen como vacunas terapéuticas contra el cáncer. Algunas/muchas de las vacunas son "autólogas", ya que se preparan a partir de muestras tomadas del paciente, y son específicas para ese paciente.
Algunos investigadores afirman que las células cancerosas surgen de forma rutinaria y son destruidas por el sistema inmunológico (inmunovigilancia ); y que los tumores se forman cuando el sistema inmunológico no logra destruirlos.
Algunos tipos de cáncer, como el cáncer de cuello uterino y el cáncer de hígado, son causados por virus (oncovirus). Las vacunas tradicionales contra esos virus, como la vacuna contra el virus del papiloma humano y la vacuna contra la hepatitis B, previenen esos tipos de cáncer. Otros cánceres son causados en cierta medida por infecciones bacterianas (por ejemplo, cáncer de estómago y Helicobacter pylori ). Las vacunas tradicionales contra las bacterias que provocan el cáncer (oncobacterias) no se analizan más en este artículo.

## Método
Uno de los enfoques de la vacunación contra el cáncer consiste en separar las proteínas de las células cancerosas e inmunizar a los pacientes contra esas proteínas como antígenos, con la esperanza de estimular el sistema inmunitario para que elimine las células cancerosas. Se están investigando vacunas contra el cáncer para el tratamiento de los cánceres de mama, pulmón, colon, piel, riñón, próstata y otros.
Otro enfoque consiste en generar una respuesta inmune in situ en el paciente utilizando virus oncolíticos. Este enfoque se utilizó en el fármaco talimogén laherparepvec, una variante del virus del herpes simple diseñado para replicarse selectivamente en el tejido tumoral y para expresar la proteína inmunoestimuladora GM-CSF. Esto mejora la respuesta inmune antitumoral a los antígenos tumorales liberados después de la lisis viral y proporciona una vacuna específica para el paciente.

## Ensayos clínicos
En un ensayo de fase III sobre linfoma folicular (un tipo de linfoma no Hodgkin), los investigadores informaron de que el BiovaxID (de media) prolongó la remisión en 44,2 meses, frente a los 30,6 meses del control.
El 14 de abril de 2009, Dendreon Corporation anunció que su ensayo clínico de fase III de sipuleucel-T, una vacuna contra el cáncer diseñada para tratar el cáncer de próstata, había demostrado un aumento de la supervivencia. El 29 de abril de 2010 recibió la aprobación de la Administración de Alimentos y Medicamentos de EE.UU. (FDA) para su uso en el tratamiento de pacientes con cáncer de próstata avanzado.
El 8 de abril de 2008, la empresa Antigenics, con sede en Nueva York, anunció que había recibido la aprobación para la primera vacuna terapéutica contra el cáncer en Rusia. Es la primera aprobación por parte de un organismo regulador de una inmunoterapia contra el cáncer. El tratamiento, Oncophage, aumentó la supervivencia libre de recurrencia en poco más de un año, según los resultados de un ensayo clínico de fase III. La aprobación es para un subconjunto de pacientes con cáncer de riñón que tienen un riesgo intermedio de recurrencia de la enfermedad. Está a la espera de aprobación en EE. UU. Y la UE,  pero necesitará una nueva prueba para la aprobación de la FDA.
Los resultados provisionales de un ensayo de fase III de talimogén laherparepvec en melanoma mostraron una respuesta tumoral significativa en comparación con la administración de GM-CSF solo.

## Oncovacunas aprobadas
- Oncophage fue aprobado en Rusia en 2008 para el cáncer de riñón. Es comercializado por Antigenics Inc.
- Sipuleucel-T, Provenge, fue aprobado por la FDA en abril de 2010 para el cáncer de próstata metastásico refractario a hormonas. Es comercializado por Dendreon Corp.
- El Bacillus Calmette-Guérin (BCG) fue aprobado por la FDA en 1990 como vacuna para el cáncer de vejiga en estadio temprano.[11] BCG se puede administrar por vía intravesical (directamente en la vejiga) o como adyuvante en otras vacunas contra el cáncer.

## Investigación abandonada
CancerVax (Canvaxin), Genitope Corp (inmunoterapia personalizada MyVax) y FavId (Favrille Inc) son ejemplos de proyectos de vacunas contra el cáncer que se han cancelado, debido a los malos resultados de las fases III y IV.

## Características deseables
Las vacunas contra el cáncer pretenden dirigirse a un antígeno específico del tumor, distinto de las autoproteínas. Es necesario seleccionar el adyuvante adecuado para activar las células presentadoras de antígenos y estimular la respuesta inmunitaria. El Bacillus Calmette-Guérin, una sal a base de aluminio, y una emulsión de escualeno-aceite-agua están aprobados para su uso clínico. Una vacuna eficaz también debería estimular la memoria inmunitaria a largo plazo para evitar la reaparición del tumor. Algunos científicos afirman que deben activarse tanto el sistema inmunitario innato como el adaptativo para lograr la eliminación total del tumor

## Candidatos a antígenos
Los antígenos tumorales se han dividido en dos categorías: antígenos tumorales compartidos y antígenos tumorales únicos. Los antígenos compartidos se expresan en muchos tumores. Los antígenos tumorales únicos son el resultado de mutaciones inducidas por carcinógenos físicos o químicos; por lo tanto, sólo se expresan en tumores individuales.
En uno de los enfoques, las vacunas contienen células tumorales enteras, aunque estas vacunas han sido menos eficaces a la hora de provocar respuestas inmunitarias en modelos de cáncer espontáneos. Los antígenos tumorales definidos disminuyen el riesgo de autoinmunidad, pero como la respuesta inmunitaria se dirige a un único epítopo, los tumores pueden eludir la destrucción mediante la varianza de la pérdida de antígenos. Un proceso denominado "propagación del epítopo" o "inmunidad provocada" puede mitigar esta debilidad, ya que a veces una respuesta inmunitaria a un único antígeno puede provocar inmunidad contra otros antígenos del mismo tumor.
Por ejemplo, dado que Hsp70 juega un papel importante en la presentación de antígenos de células destruidas, incluidas las células cancerosas, esta proteína puede usarse como un adyuvante eficaz en el desarrollo de vacunas antitumorales.

## Problemas hipotéticos
Una vacuna contra un virus concreto es relativamente fácil de crear. El virus es extraño al organismo y, por tanto, expresa antígenos que el sistema inmunitario puede reconocer. Además, los virus suelen ofrecer sólo unas pocas variantes viables. En cambio, el desarrollo de vacunas para virus que mutan constantemente, como la gripe o el VIH, ha sido problemático. Un tumor puede tener muchos tipos de células, cada uno con antígenos de superficie celular diferentes. Esas células proceden de cada paciente y presentan pocos antígenos, o ninguno, que sean ajenos a ese individuo. Esto hace que el sistema inmunitario tenga dificultades para distinguir las células cancerosas de las normales. Algunos científicos creen que el cáncer renal y el melanoma son los dos tipos de cáncer con más evidencias de respuestas inmunitarias espontáneas y eficaces, posiblemente porque a menudo muestran antígenos que se evalúan como extraños. Muchos intentos de desarrollar vacunas contra el cáncer se dirigen contra estos tumores. Sin embargo, el éxito de Provenge en el cáncer de próstata, una enfermedad que nunca retrocede de forma espontánea, sugiere que otros tipos de cáncer, además del melanoma y el cáncer renal, pueden ser igualmente susceptibles de ser atacados por el sistema inmunitario. [cita requerida]
Sin embargo, la mayoría de los ensayos clínicos de vacunas han fracasado o han tenido resultados modestos según los criterios estándar de RECIST. Se desconocen las razones precisas, pero las posibles explicaciones incluyen:
- Estadio de la enfermedad demasiado avanzado: los depósitos tumorales voluminosos suprimen activamente el sistema inmunitario mediante mecanismos como la secreción de citoquinas que inhiben la actividad inmunitaria. Es probable que el estadio más adecuado para una vacuna contra el cáncer sea el inicial, cuando el volumen del tumor es bajo, lo que complica el proceso de los ensayos, que duran más de cinco años y requieren muchos pacientes para alcanzar puntos finales medibles. Una alternativa es dirigirse a los pacientes con enfermedad residual después de la cirugía, la radioterapia o la quimioterapia que no daña el sistema inmunitario.
- Es probable que las variantes con pérdida de escape (que se dirigen a un único antígeno tumoral) sean menos eficaces. Los tumores son heterogéneos y la expresión de los antígenos difiere notablemente entre ellos (incluso en el mismo paciente). Es probable que la vacuna más eficaz suscite una respuesta inmunitaria contra una amplia gama de antígenos tumorales para minimizar la posibilidad de que el tumor mute y se vuelva resistente a la terapia.
- Los tratamientos anteriores pueden haber modificado los tumores de forma que anulen la vacuna. (Numerosos ensayos clínicos trataron a pacientes tras una quimioterapia que puede destruir el sistema inmunitario. Los pacientes inmunodeprimidos no son buenos candidatos para las vacunas).
- Algunos tumores progresan rápidamente y / o de manera impredecible y pueden superar al sistema inmunológico. El desarrollo de una respuesta inmune madura a una vacuna puede requerir meses, pero algunos cánceres (por ejemplo, de páncreas avanzado) pueden matar a los pacientes en menos tiempo.
- Muchos ensayos clínicos de vacunas contra el cáncer se dirigen a las respuestas inmunitarias de los pacientes. Las correlaciones típicamente muestran que los pacientes con las respuestas inmunes más fuertes vivieron más tiempo, lo que ofrece evidencia de que la vacuna está funcionando. Una explicación alternativa es que los pacientes con las mejores respuestas inmunitarias eran pacientes más sanos con un mejor pronóstico y habrían sobrevivido más tiempo incluso sin la vacuna.

## Recomendaciones
En enero de 2009, un artículo de revisión hizo las siguientes recomendaciones para el desarrollo exitoso de oncovacunas:
- Dirigirse a entornos con una baja carga de enfermedad.
- Realizar ensayos aleatorios de fase II para que el programa de fase III tenga suficiente potencia.
- No aleatorizar antígeno más adyuvante frente a adyuvante solo. El objetivo es establecer el beneficio clínico de la inmunoterapia (es decir, la vacuna adyuvada) sobre el estándar de atención. El adyuvante puede tener un efecto clínico de bajo nivel que sesgue el ensayo, aumentando las posibilidades de un falso negativo.
- Basar las decisiones de desarrollo en los datos clínicos y no en las respuestas inmunitarias. Los puntos finales de tiempo hasta el evento son más valiosos y clínicamente relevantes.
- Diseñar la regulación en el programa desde el principio; invertir en la fabricación y los ensayos del producto desde el principio.